# Faster Kill Pussycat
"Faster Kill Pussycat" – pierwszy singel promujący drugi studyjny album Paula Oakenfolda zatytułowany A Lively Mind. Utwór, wydany w pierwszym i drugim kwartale 2006 roku (zależnie od regionu), nagrano przy współudziale amerykańskiej aktorki Brittany Murphy. Tytuł piosenki nawiązuje do filmu Russa Meyera Faster, Pussycat! Kill! Kill! (1965).
Utwór wykorzystano w muzycznej grze komputerowej Dance Dance Revolution SuperNOVA 2.

## Teledysk
Wideoklip do piosenki nakręcił Jake Nava, a jego oficjalna premiera miała miejsce na antenie jednej z muzycznych stacji telewizyjnych w maju 2006 roku. Paul Oakenfold wystąpił w nim w roli DJ-a, odpowiedzialna za wokal Brittany Murphy zaś w teledysku pojawiła się w tłumie tancerzy jako obecna na parkiecie bywalczyni jednego z nocnych klubów. Klip nakręcono w centrum Los Angeles.

## Zawartość singla
UK CD Single
1. "Faster Kill Pussycat (Radio Mix)"
2. "Faster Kill Pussycat (Club Mix)"
3. "Faster Kill Pussycat (Roman Hunter Mix)"
4. "Faster Kill Pussycat (Nat Monday Mix)"
5. "Faster Kill Pussycat (Liam Shacar Mix)"
6. "Faster Kill Pussycat (Hip Hop Mix)"

UK 12" Record
1. "Faster Kill Pussycat (Roman Hunter Mix)"
2. "Faster Kill Pussycat (Radio Mix)"
3. "Faster Kill Pussycat (Nat Monday Mix)"
4. "Faster Kill Pussycat (Liam Shachar Mix)"

USA Promo CD Single
1. "Faster Kill Pussycat (Album Version)" – 3:14
2. "Faster Kill Pussycat (Roman Hunter Mix)" – 7:57
3. "Faster Kill Pussycat (Club Mix)" – 5:53
4. "Faster Kill Pussycat (Nat Monday Mix)" – 6:51
5. "Faster Kill Pussycat (Liam Shachar Mix)" – 7:28
6. "Faster Kill Pussycat (Eddie Baez's Future Disco Mix)" – 8:42
7. "Faster Kill Pussycat (Hip Hop Remix)" – 3:22

## Pozycje na listach przebojów[1]
| Notowanie                     | Pozycja |
| ----------------------------- | ------- |
| Billboard Hot Dance Club Play | 1       |
| Billboard Hot Dance Airplay   | 2       |
| UK Singles Chart              | 7       |